# Euploea tenggerensis
Euploea tenggerensis är en fjärilsart som beskrevs av Hans Fruhstorfer 1898. Euploea tenggerensis ingår i släktet Euploea och familjen praktfjärilar. Inga underarter finns listade i Catalogue of Life.